# Kia Sephia
Kia Sephia — автомобиль фирмы Kia Motors, производившийся с 1993 по 2011 год.
В качестве базы для автомобилей первого поколения была использована купленная по лицензии Mazda 323 BG, которая выпускалась в 1989 — 1994 годах.

## Sephia I
Автомобили Sephia 1993 модельного года производились только в кузове седан и оснащались лишь 1,6 литровым двигателем мощностью 80 л.с. Поскольку платформа была заимствована от Mazda, то двигатель, коробка передач, ходовая были взаимозаменяемы с Mazda.
В 1996 году модель была модернизирована. Двигатель 1,6 л заменили 1,5 литровым, тоже 80-сильным. Через год появился двигатель объёмом 1,8 л и  мощностью 112 л.с. После модернизации автомобиль получил новое оборудование: подушки безопасности, систему ABS, регулировку рулевой колонки  по высоте, а сиденье — еще и регулировку по высоте наклона подушки. Появился вариант кузова хетчбэк (продававшийся в некоторых странах под именем Sephia Leo).

## Sephia II
В октябре 1997 года в производство поступило второе поколение, не имеющее никакого отношения к предыдущему, поскольку было разработано непосредственно самой Kia Motors.
На российском рынке Sephia II известна как седан Kia Spectra, производившийся c 2004 по 2011 гг. на мощностях ИжАвто по лицензии.
На европейских рынках Sephia II реализовывалась в кузовах лифтбек (Kia Shuma I-II и Kia Sephia II) и седан (Sephia II), в США как Kia Spectra. Различия между лифтбеком и седаном были незначительными - только кузов.
В 2004 году производство на большинстве заводов было прекращено, так как на смену модели годом ранее пришёл Kia Cerato. Таким образом компания упорядочила свой модельный ряд. Последние автомобили сошли с конвейера в 2011 году на заводе ИжАвто.